# Liste der Baudenkmale in Eastbourne
Die Liste der Baudenkmale in Eastbourne umfasst alle vom New Zealand Historic Places Trust (NZHPT) als „Historic Place“ oder „Historic Area“ eingestuften Baudenkmale und Flächendenkmale der neuseeländischen Ortschaft Eastbourne. Die Angaben stammen aus dem Register des NZHPT. Die Bezeichnungen der Baudenkmale orientieren sich an diesem Register. In die Liste werden auch bekannte Wahi Tapu (Area), kulturell und religiös bedeutsame Stätten und Gebiete der Māori, aufgenommen. Sie werden jedoch meist nicht publiziert.

| Bild | Bezeichnung                   | Ort        | Anschrift                                  | Beschreibung   | Bauzeit | Eintrag            | Nummer | Kat. |
| ---- | ----------------------------- | ---------- | ------------------------------------------ | -------------- | ------- | ------------------ | ------ | ---- |
| BW   | Days Bay Wharf                | Eastbourne | Days Bay Karte                             | Schiffsanleger | 1895    | 28. Juni 1984      | 3574   | 2    |
| BW   | Main Block, Wellesley College | Eastbourne | 611a Marine Drive, Days Bay Karte          | Collegegebäude | 1903    | 28. Juni 1984      | 3575   | 2    |
| BW   | House                         | Eastbourne | 111 Marine Parade Karte                    | Wohnhaus       | 1907    | 28. Juni 1984      | 3576   | 2    |
| BW   | Glenwood                      | Eastbourne | 287 Muritai Road Karte                     | Wohnhaus       | 1904    | 28. Juni 1984      | 3577   | 2    |
| BW   | House                         | Eastbourne | 283a Muritai Road Karte                    | Wohnhaus       | 1905    | 28. Juni 1984      | 3578   | 2    |
| BW   | Skerrett Boat Shed            | Eastbourne | Eastern Bays Marine Drive, Lowry Bay Karte | Bootsschuppen  | 1906    | 28. Juni 1984      | 3580   | 2    |
| BW   | Rona Bay Wharf                | Eastbourne | Rimu Street Karte                          | Schiffsanleger | 1906    | 15. September 2000 | 7474   | 2    |